# Nartece

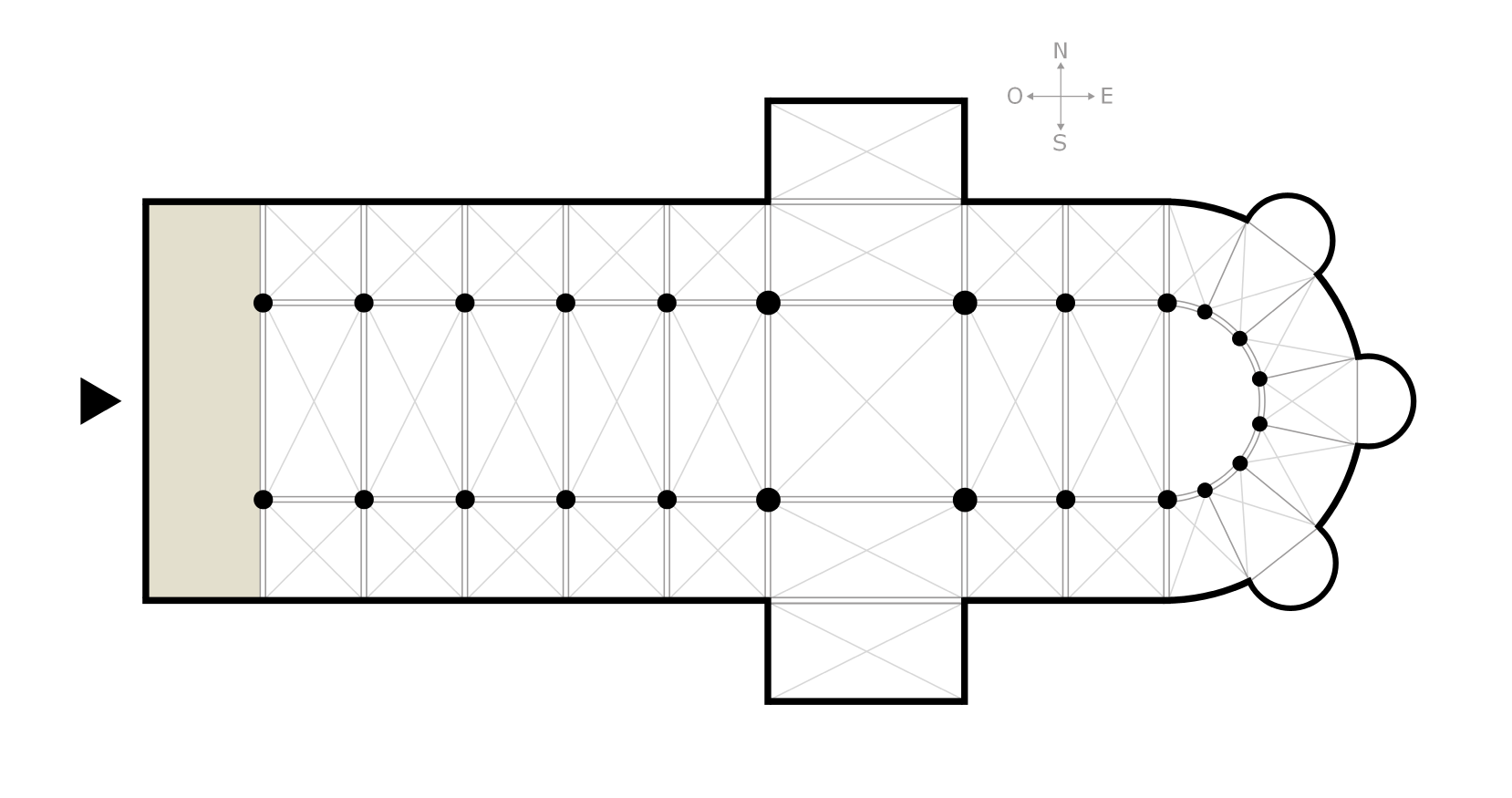
Pianta di una basilica. Il nartece è evidenziato.

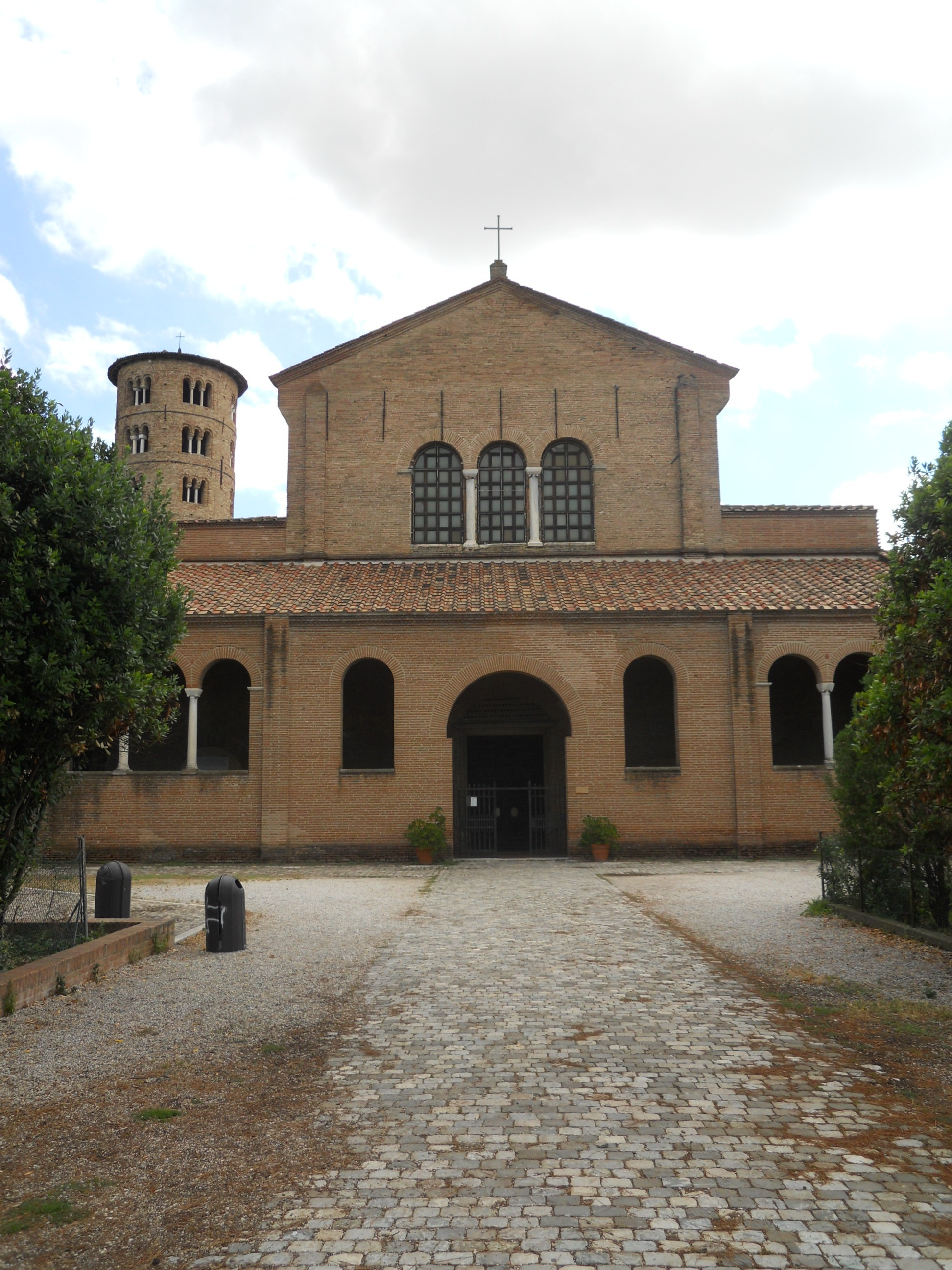
Nartece della Basilica di Sant'Apollinare in Classe, Ravenna

Il nartèce (o ardica) è una struttura tipica delle basiliche bizantine e paleocristiane dei primi secoli del Cristianesimo.
È uno spazio posto fra le navate e la facciata principale della chiesa, e ha la funzione di un corto atrio, largo quanto la chiesa stessa.

## Funzioni
Il termine deriva dal greco νάρθηξ (nárthēx), "bastone, flagello" (latino: narthex), simbolo di pentimento e punizione. Anticamente il nartece aveva infatti la funzione di ospitare catecumeni e soprattutto pubblici penitenti.
Con il termine della cristianizzazione e il venire a meno delle masse di catecumeni  adulti, a partire dal VII secolo tale elemento architettonico divenne meno frequente presso le basiliche del cristianesimo occidentale, talvolta presente nello stile romanico (secoli X e XI) e gotico (secoli XII e XIII) ad uso dei penitenti. Presso la Chiesa ortodossa mantenne delle funzioni liturgiche, come per l'ora media dell'horologion durante la Settimana Santa, per la Veglia pasquale o, per quanto riguarda la sola Chiesa ortodossa russa, i funerali.

## Caratteristiche

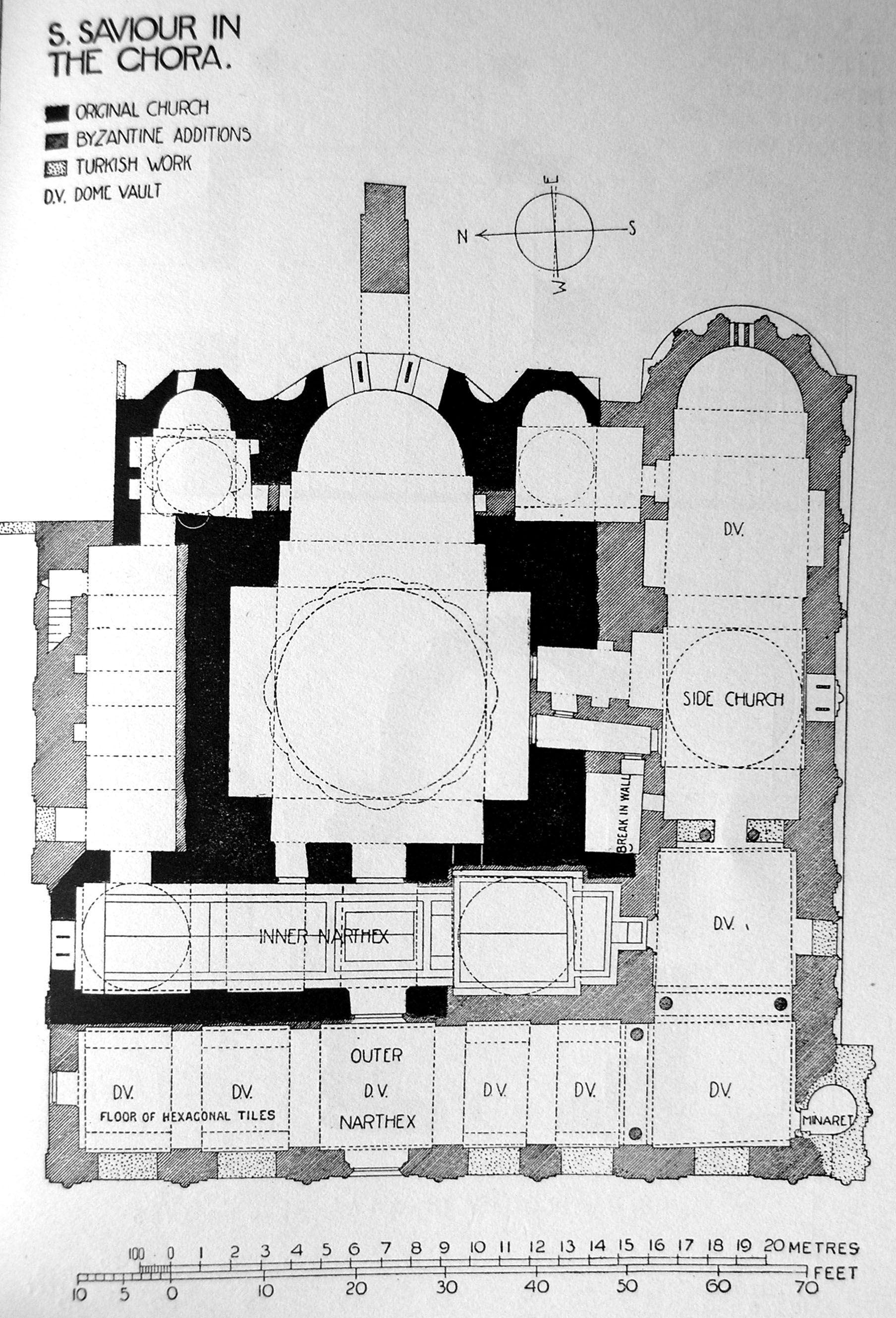
Chiesa di San Salvatore in Chora, nella quale il naos (navata centrale), affiancata da un parekklesion (ampia cappella laterale), è preceduta sia da un esonarcete che da un endonarcete

Se la struttura è costituita da un porticato esterno alla chiesa, ha il nome specifico di esonartece (talvolta indicato col termine classico pronao), a Ravenna àrdica. Se la struttura è interna alla chiesa, si dice endonartece (talvolta indicato come vestibolo). Più raramente potevano essere presenti entrambi come nella chiesa di San Salvatore in Chora a  
Istanbul.
L'esonartece poteva essere il residuo formale di un quadriportico preesistente poi demolito, come nel caso della chiesa della Theotokos Pammacaristos a Istanbul, oppure precedere il quadriportico, come nella basilica di San Lorenzo fuori le mura a Roma.
In particolare nello stile gotico, il nartece è ben visibile anche dall'esterno dell'edificio, poiché costituito da una torre centrale più grande e due laterali di dimensioni minori, o viceversa. Nelle costruzioni monastiche poteva essere detto galilea.